# Fort bij Spijkerboor

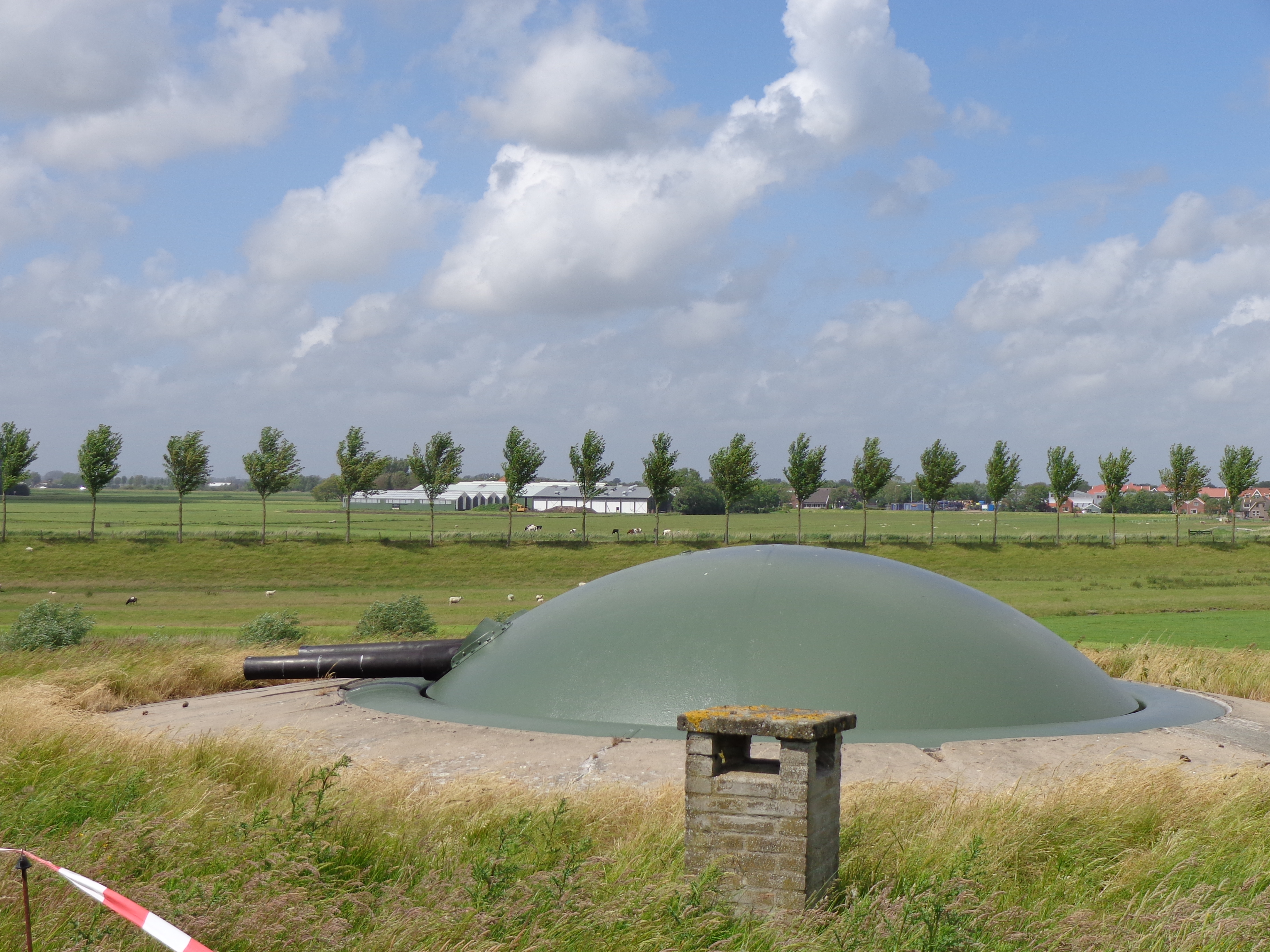
Bovenzijde geschutskoepel

Het Fort bij Spijkerboor is een fort van de Stelling van Amsterdam. Het is gelegen aan de Westdijk van de Beemster, bij Spijkerboor in de Nederlandse provincie Noord-Holland tussen Krommenie, Castricum, Alkmaar en Purmerend, tussen de snelwegen A7, A8 en A9.

## Beschrijving
Het fort is gebouwd tussen 1889 en 1913 voor de verdediging van het Noordfront. Hier komen drie waterwegen samen: het Noordhollandsch Kanaal en de ringvaarten van de Beemster en de Starnmeerpolder. Het diende ter afsluiting en verdediging van de accessen gevormd door Westelijke Beemsterringvaart met de daarlangs lopende kaden en wegen.
Het was indertijd een van de modernste en zwaarst bewapende forten van de Stelling van Amsterdam, voorzien van een pantserkoepel met een dubbelloops 10,5 centimeter kanon. Het fort telt twee verdiepingen vanwege de dubbele functie van artilleriefort en infanteriefort.
Binnen de stelling van Amsterdam is dit bijna uniek, alleen Fort bij Hoofddorp heeft dit ook. Fort bij Abcoude telt ook twee verdiepingen, maar dit is een bakstenen fort nog gebouwd volgens de standaarden van de Nieuwe Hollandse Waterlinie. Tijdens de Eerste Wereldoorlog werd het fort gemobiliseerd. Er waren toen 300 soldaten gelegerd.

## Gevangenis
Het is verder in verschillende perioden in gebruik geweest als gevangenis voor dienstweigeraars. De schrijver Herman de Man zat in 1918 in dit fort gevangen wegens dienstweigering, evenals Herman Groenendaal. In 1939 tot mei 1940 hebben er zowel Duitse als Engelse piloten in het fort gevangen gezeten. In de meidagen van 1940 werd in het fort een aantal prominente NSB'ers gedetineerd, onder wie Kees van Geelkerken. Van 1942 tot en met mei 1944 is het fort als noodgevangenis in gebruik geweest voor zwarthandelaren en arbeidsdienstweigeraars. Van mei 1945 tot maart 1946 werden er politiek delinquenten als NSB'ers en kunstenaars die voor de cultuurkamer hadden gewerkt. Van 1946 tot 1947 was het een kamp voor Indië-weigeraars. Mannen die wel voor het vaderland wilde vechten, maar niet als koloniale bezetter.

### Muurschilderingen
In de poterne zijn diverse schilderingen zichtbaar. De meeste zijn gemaakt in de tijd dat het fort diende als gevangenis, kort na de Tweede Wereldoorlog. Onder meer voor NSB'ers, maar vanaf 1947 voornamelijk Nederlanders die weigerden om te vechten tegen de onafhankelijkheidsstrijd in Nederlands-Indië. Op 18 juni 1951 verliet de laatste gevangene het fort. Een ander fort met opvallend veel afbeeldingen is Fort benoorden Spaarndam, alhoewel ook in andere forten enkele afbeeldingen bekend zijn.

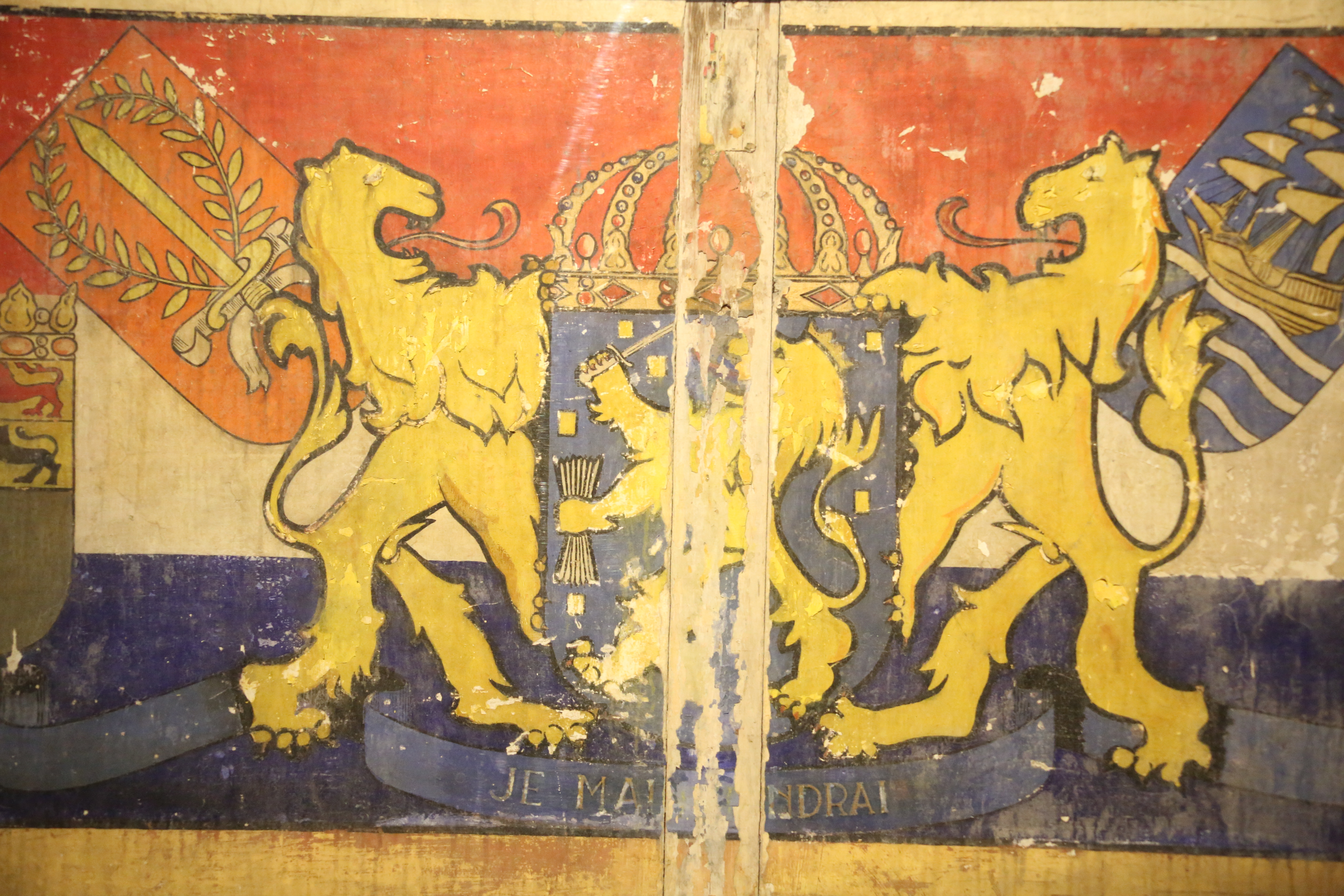
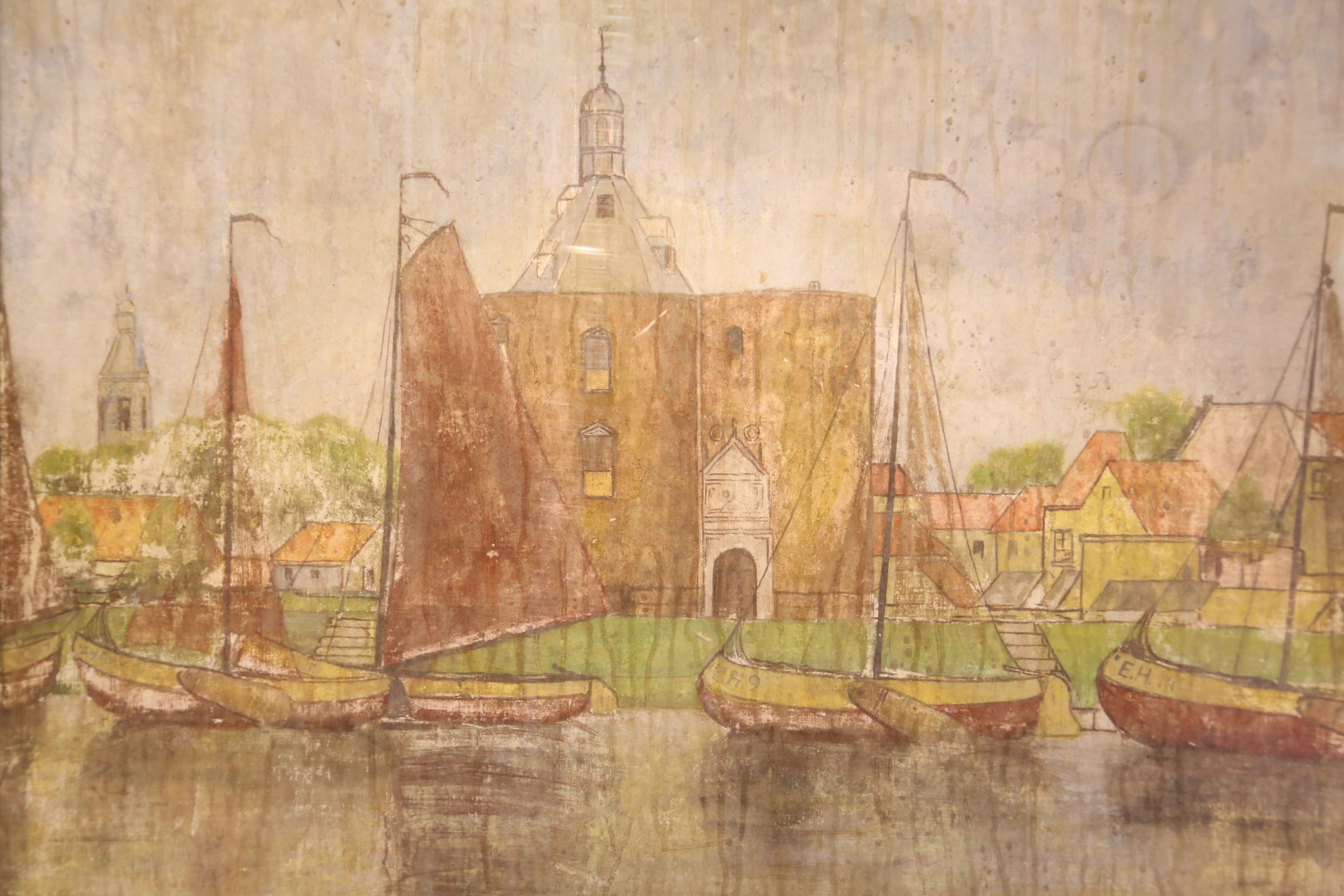
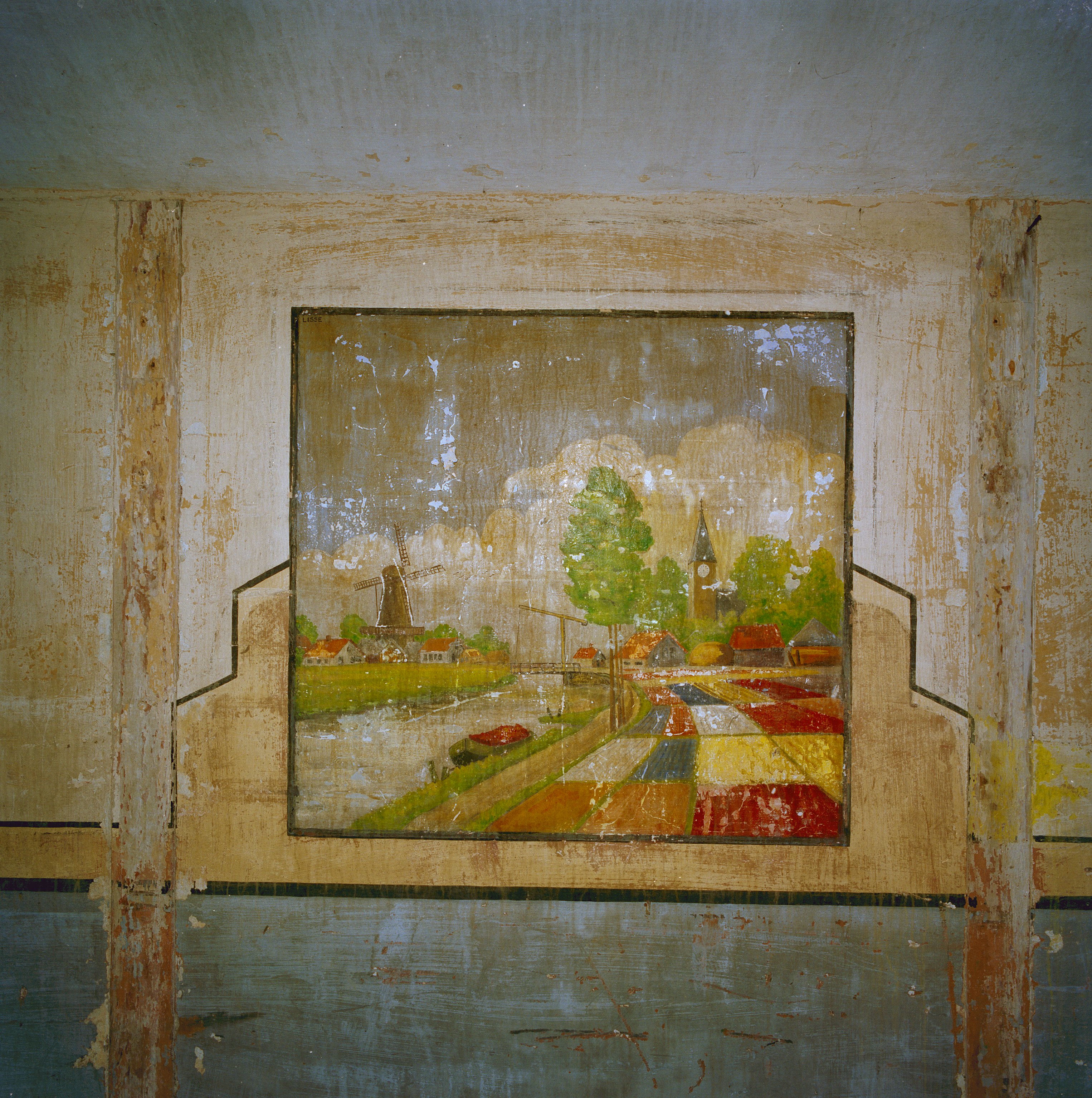

Van 1970-1975 woonden de familie Bergsma en de familie Bos in de oude barakken. In 1975 werd het fort door het ministerie van Defensie verkocht aan de Dienst Domeinen. Jarenlang was de familie Prijs aldaar fortwachter. In 1992 verkocht deze dienst het aan Staatsbosbeheer. Het fort wordt thans gepacht door de Vereniging Natuurmonumenten. Het is gerestaureerd en kan worden bezocht. Er is onder meer een keuken opgesteld, met inventaris afkomstig van het Fort bij Marken-Binnen. Natuurmonumenten organiseert regelmatig excursies op dit fort.

## Radiobaken
Fort bij Spijkerboor was jarenlang bekend doordat er ten behoeve van het vliegverkeer een radiobaken stond opgesteld. Het baken heeft er gestaan van 1952 tot 1990. Tegenwoordig wordt het vliegverkeer bijgestaan door een VHF omnidirectional range station, een kilometer ten oosten van het fort.

## Natuurgebied
Met Fort bij Spijkerboor wordt naast het deel binnen de gracht met bomvrije gebouwen, ook de omliggende vestingwerken, het glacis, natuurgebied bedoeld. Dit wordt, net als het fort zelf, sinds 1992 beheerd door Natuurmonumenten. Het populierenbos ten zuiden van het fort wordt door deze vereniging geleidelijk omgevormd tot een gevarieerd loofbos. De volgende vogels zijn in dit natuurgebied te vinden: bruine kiekendief, kleine karekiet, kneu, rietzanger, steenuil en de torenvalk. In het fort overwinteren baardvleermuizen.